# Довидайтис, Йонас
Йонас Пранович Довидайтис (12 июля 1914 — 20 сентября 1983) — литовский советский писатель, журналист, лётчик. Автор первого литовского советского романа — «Большие события в Науяместисе» (1951) на тему послевоенной жизни, в котором первым в литовской литературе отразил жизнь рабочих. Заслуженный деятель культуры Литовской ССР (1964). Лауреат премии Ленинского комсомола Литовской ССР (1976).

## Биография
Родился 12 июля 1914 года в Вильне (ныне — Вильнюс), на тот момент — Российская империя, отец — Пранас Довидайтис.
Окончил Каунасскую авиационную школу (1937) и технический колледж (1938).
Был лётчиком в Литовском аэроклубе, в 1939 году вместе с командой стал победителем авиасостязаний Прибалтики.
С 1940 года возглавлял Литовский аэроклуб, редактировал авиационные журналы «Крылья Литвы» и «Народные крылья».
В июне 1941 года, после ареста отца, также арестован, до 1944 года находился в Каргопольском лагере Архангельской области.
После войны работал журналистом, был корреспондентом газеты «Тиеса» (1944—1947), работал в редакциях журналов „Švyturys“ («Маяк», 1948—1950) и „Sparnai“ («Крылья», 1968—1970).
Умер 20 сентября 1983 года.

## Творчество
В центре многих произведений писателя — столкновение собственнической психологии с этикой коллективного социалистического труда и коллективной ответственности. Писатель умеет передать остроту конфликта, изобретательно строит напряженный сюжет, однако описание внешнего факта нередко мешает ему раскрыть внутреннее состояние героев.— Йонас Ланкутис
С 1925 года в журналистике. До войны была опубликована только пьеса «Железная тройка» (1937).
Работая в редакции газеты «Теса», писал фронтовые репортажи и очерки о восстанавливаемых заводах.
Рассказы и очерки поставили ряд сборников: «Друзья до самой смерти», 1947; «Рассказы», 1947; «Черты социалистического труда», 1949; «У горна», 1949; «Беспокойный человек», 1953; «Любовь и ненависть», 1956; «Опасный путь», 1956; «Подвиг», 1956; «Однажды в летнюю ночь», 1961; «В глухом лесу», 1963 и др.
Жизни литовской советской интеллигенции посвящён роман «Голубые озёра» (1964), судьбе инженера в буржуазной Литве — роман «Тяжкий свет» (1966).
Автор повестей «Крылатые ребята» (1964), «Чёртовы пороги» (1966), «Повести аэродрома» (1967) — одних из первых в литовской советской прозе произведений приключенческого жанра.
Автор сценария художественного фильма «Мост» (1956) — одного из первых фильмов Литовской киностудии.

### Роман «Большие события в Науяместисе» («После бури»)
Наибольшую известность получил роман «Большие события в Науяместисе» (1951, в первой редакции — «После бури», 1948) в котором показаны восстановление промышленности в республике, борьба с кулацко-националистическим подпольем в послевоенное время. Роман считается первым крупным произведением в литовской литературе о рабочем классе. Переведённый на русский язык М. И. Юфит в 1951 году роман был издан на русском языке издательством «Советский писатель».

Социальные процессы послевоенного периода нашли отражение и в первом романе Довидантиса «После бури» (1948), тоже посвященном теме созидания новой действительности. Хотя стилистика этого произведения лишена пластической конкретности, характерной для романов из деревенской жизни, но она весьма подвижна и дает возможность автору оперативно включиться в новую проблематику, развернуть панораму социалистического строительства. Роман «После бури» (впоследствии переработанный и названный «Большие события в Науяместисе», 1953) — первое крупное произведение литовской литературы о рабочем классе. Автор показывает, как в первые же дни после изгнания гитлеровцев рабочие металлообрабатывающего завода под руководством старого коммуниста-подпольщика берутся за восстановление своего предприятия.— Йонас Ланкутис

Роман Ионаса Довидайтиса «Большие события в Науяместисе». Прочитала его во второй раз и с тем же большим интересом, с тем же ощущением свежести, искренности и широты авторского горизонта, как и в первый раз. На редкость содержательный роман. Борьба за новое в Литве, ещё недавно буржуазной. Строительство социализма, изменение психики людей, обреченность тайных врагов новой советской республики и т. д. — все это было и в русских молодых советских книгах двадцатых и тридцатых годов, но тут есть одна особенность: хорошо показана бывшая зависимость литовской национальной экономики от западноевропейского рынка.— Мариэтта Шагинян, из дневника, 1952 год

## Звания и премии
- Заслуженный деятель культуры Литовской ССР (1964).
- Лауреат премии Ленинского комсомола Литвы в 1976 году — за книгу рассказов «Письмо под водой» и книгу повестей «Портреты лётчиков».[5]
- Орден Трудового Красного Знамени[6]